# Pietro Berzolla
Pietro Berzolla (Pontenure, 5 febbraio 1898 – Piacenza, 29 dicembre 1984) è stato un architetto italiano.

## Biografia
Nel 1913 si iscrisse all'Accademia di belle arti di Parma, dove fra gli altri ebbe come insegnanti Daniele de Strobel, Paolo Baratta, lo storico dell'arte Mario Salmi, l'architetto Mancini e Giulio Ulisse Arata. Nel 1917 fu mobilitato sul Carso e poi in Trentino. Fu congedato con la Croce al merito di guerra. Ripresi gli studi, nel 1920 si diplomò all'Accademia di Parma e l'anno successivo, dopo l'abilitazione all'insegnamento, ottenne la cattedra di architettura e prospettiva presso la stessa Accademia. 
Nel 1922 inizia ufficialmente la sua carriera professionale. A Pontenure fondò e diresse dal 1921 al 1923 una scuola serale di disegno per operai e artigiani. Dal 1929 aderì al gusto dell'Art decò, se ne possono trovare esempi nel palazzo del Governatore a Piacenza e nella sede dell'impresa Brioschi a Piacenza in via Cavour. 
Negli anni Trenta propende per una maggiore semplificazione in senso razionalista. Dopo il progetto del quartiere "Regina Margherita" del 1926, edilizia abitativa per dipendenti pubblici e mutilati di guerra, nel 1932 progetta il Quartiere delle case popolari Farnesiana, improntato alla sobrietà senza penalizzare la "solidità, la comodità e l'igiene". Seguono i progetti per la sistemazione di Barriera Roma dal 1932 al 1935, le case popolari di via Capra del 1936, il quartiere popolare di via Benedettine, il quartiere di Borgotrebbia. Nel 1938 gli viene affidata la costruzione del Monumento alla Lupa in Piazzale Roma. 
Nel 1930 sposò una sua ex allieva, Mariù Cognetti de Martiis, valente pittrice, che divenne anche sua collaboratrice nei progetti edili, soprattutto per gli arredamenti. Ebbero due figlie, entrambe abilitate all'insegnamento della storia dell’arte. Negli anni '50 è impegnato nella ricostruzione del Liceo Musicale Nicolini e della Scuola di avviamento professionale "Spartaco Coppellotti". Negli stessi anni dirige i restauri del sito archeologico di Velleia, organizzando anche il "I Convegno di Studi veleiati". 
Progetta anche edifici religiosi come la chiesa dei SS. Angeli custodi di Borgotrebbia nel 1941 e quella della Sacra Famiglia all'Infrangibile nel 1951. Partecipa al concorso per il Piano regolatore di Piacenza bandito dal Comune nel 1932, vincendo ex aequo il primo premio con il progetto "Motto: Realtà", assieme agli architetti Pietro Bottoni, Mario Pucci e Leone Carmignani. Le sue opere sono presenti in tutto il territorio piacentino ma si trovano esempi anche a Codogno, Senna Lodigiana, Magenta, Lungavilla, Macugnaga fino a Capri e sul Monte Faito, dove edificò una villa, un cinema e un ristorante. 
Nel 1955 è nominato cavaliere della Repubblica; nel 1959 è insignito della medaglia d'argento per meriti culturali e artistici; nel 1965 diventa commendatore della Repubblica.
Muore il 29 dicembre 1984 e nel 1998 gli viene intitolata una strada nel quartiere piacentino di Borgotrebbia.

## Progetti principali
- 1931/32 –  Progetto per la costruzione della ferrovia elettrica Piacenza-Bettola
- 1932 –  Progetto del quartiere di case popolari della Farnesiana, Piacenza
- 1936 –  Realizzazione delle case popolari di via Capra, Piacenza
- 1936/49 –  Restauro della chiesa di San Giovanni in Canale, Piacenza
- 1938 –  Realizzazione del Monumento alla Lupa a Barriera Roma, Piacenza
- 1949 –  Liceo musicale Nicolini, Piacenza
- 1952 –  Palazzo uffici dell'AGIP mineraria, Cortemaggiore
- 1954 –  Casa della madre e del bambino, Piacenza
- 1954/55 –  Collegio dei Gesuiti, Roncovero di Bettola
- 1954/55 –  Cappella dell'Apparizione, Bettola
- 1956 –  Chiesa della Sacra famiglia nel quartiere Infrangibile, Piacenza